# 에델바이스 에어
에델바이스 에어(영어: Edelweiss Air)는 스위스의 전세 항공사로 주로 아프리카, 유럽, 아메리카, 아시아에 취항하고 있다. 허브 공항으로는 취리히 공항을 사용하고 있다.

## 개요
스위스 취리히에 본사를 둔 항공사로 1995년에 스위스의 여행사인 쿠오니 트래블(영어: Kuoni Travel)의 자회사로 설립되어 2008년 2월 8일에 스위스 국제항공이 인수해 자회사로 편입했다. 주로 전세편 위주로 취항하고 있으나 스위스 국제항공과 공동 운항을 중심으로 정기 항공편도 운항하고 있다. 스위스 국제항공 편명으로 세계 주요 도시에 취항하고 있다. 2007년 7월에 신치토세 공항에 전세기를 운항하기 시작해 이후 일본 지역에 전세 노선을 확장했다. 2012년 5월에 나리타 국제공항 정기 노선 취항했었으나, 스위스 국제항공에서 운행한다.

## 운항 노선
- 2015년 9월 현재 에델바이스 에어는 다음과 같은 노선을 취항하고 있다.

## 보유 기종

### 현재 보유중인 기종
- 2020년 10월 기준으로 에델바이스 에어는 다음과 같은 기종을 보유하고 있으며 평균 기령은 10.6년이다.[3][4]

## 사진

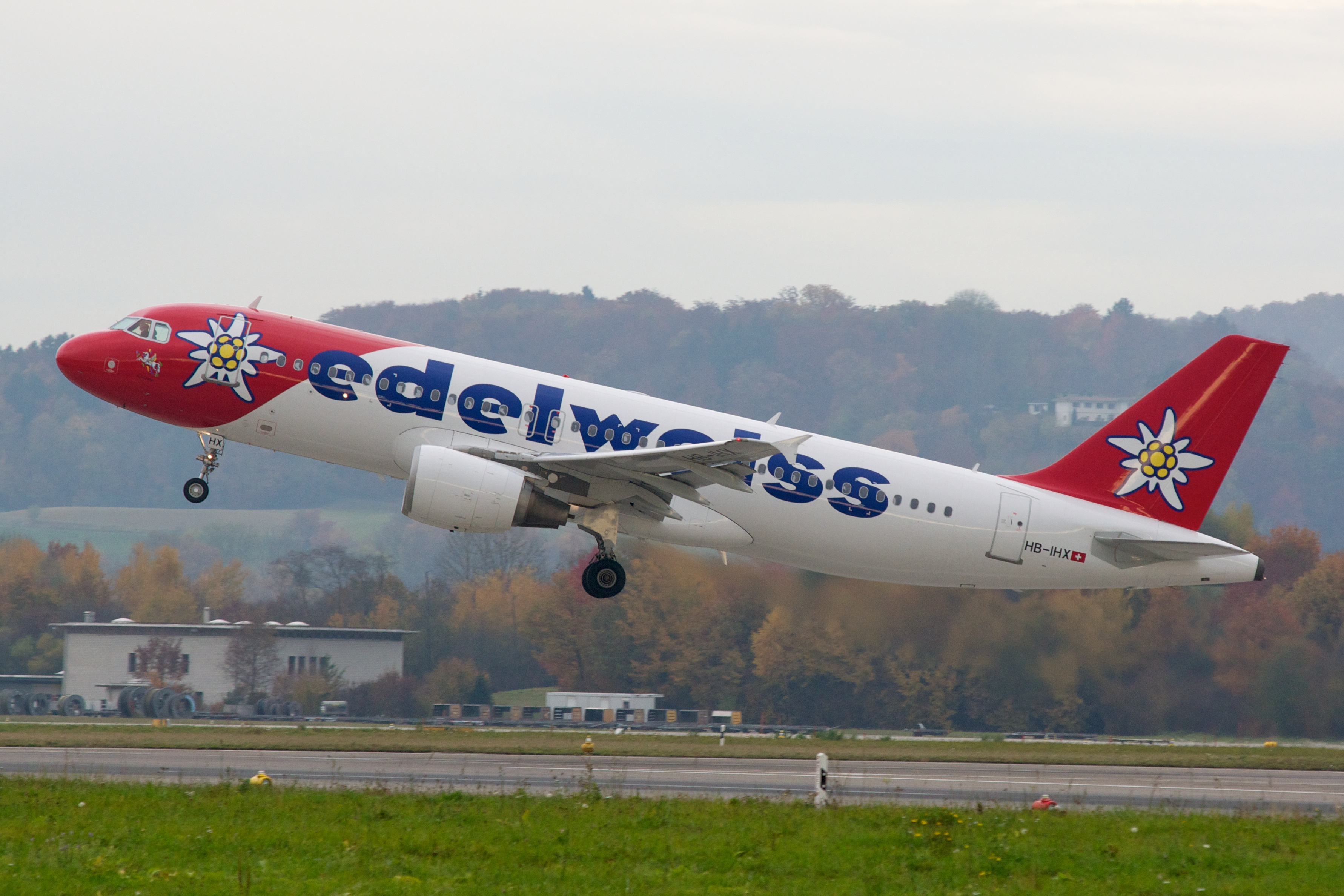
에델바이스 에어의 에어버스 A320-200
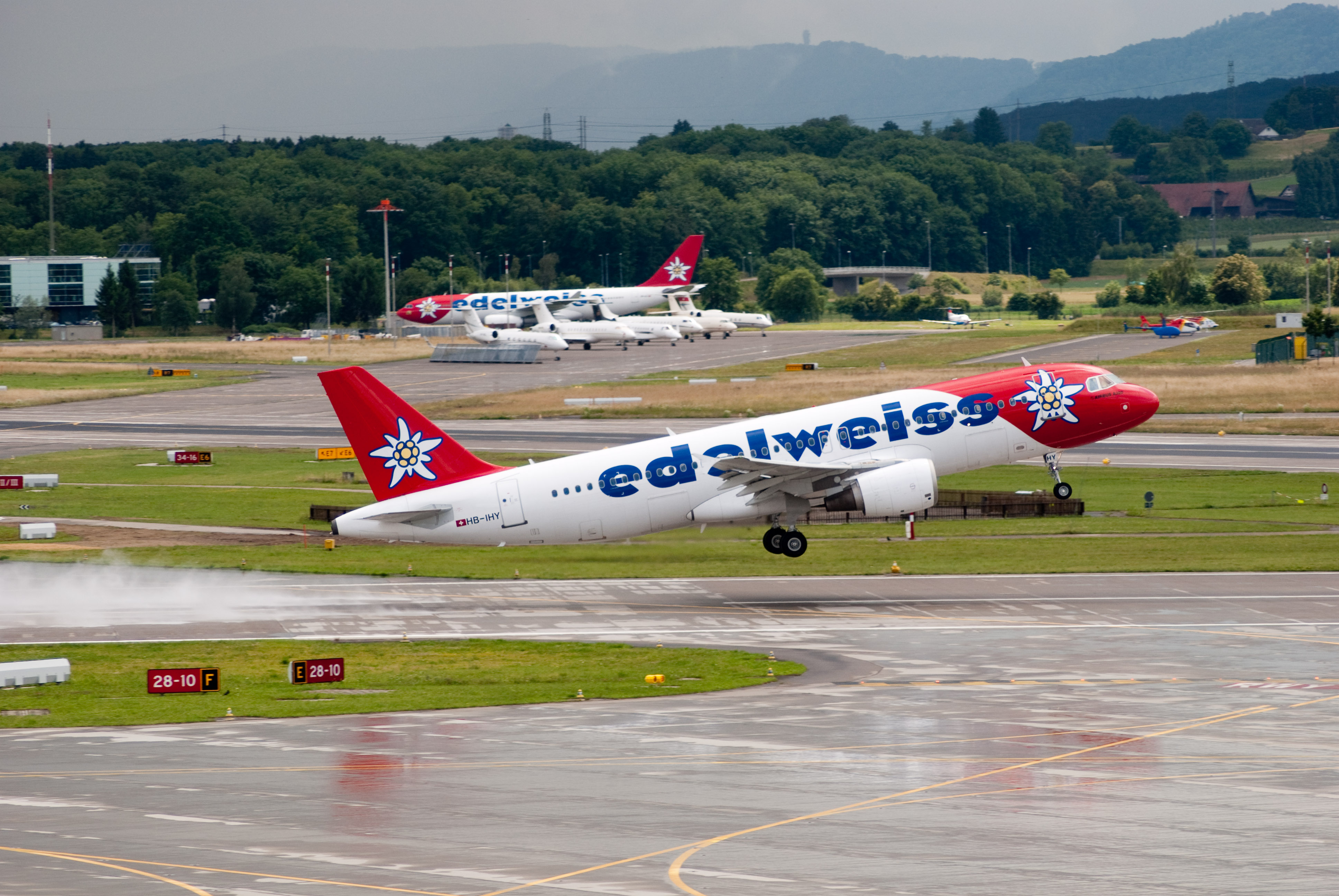
에델바이스 에어의 에어버스 A320-200
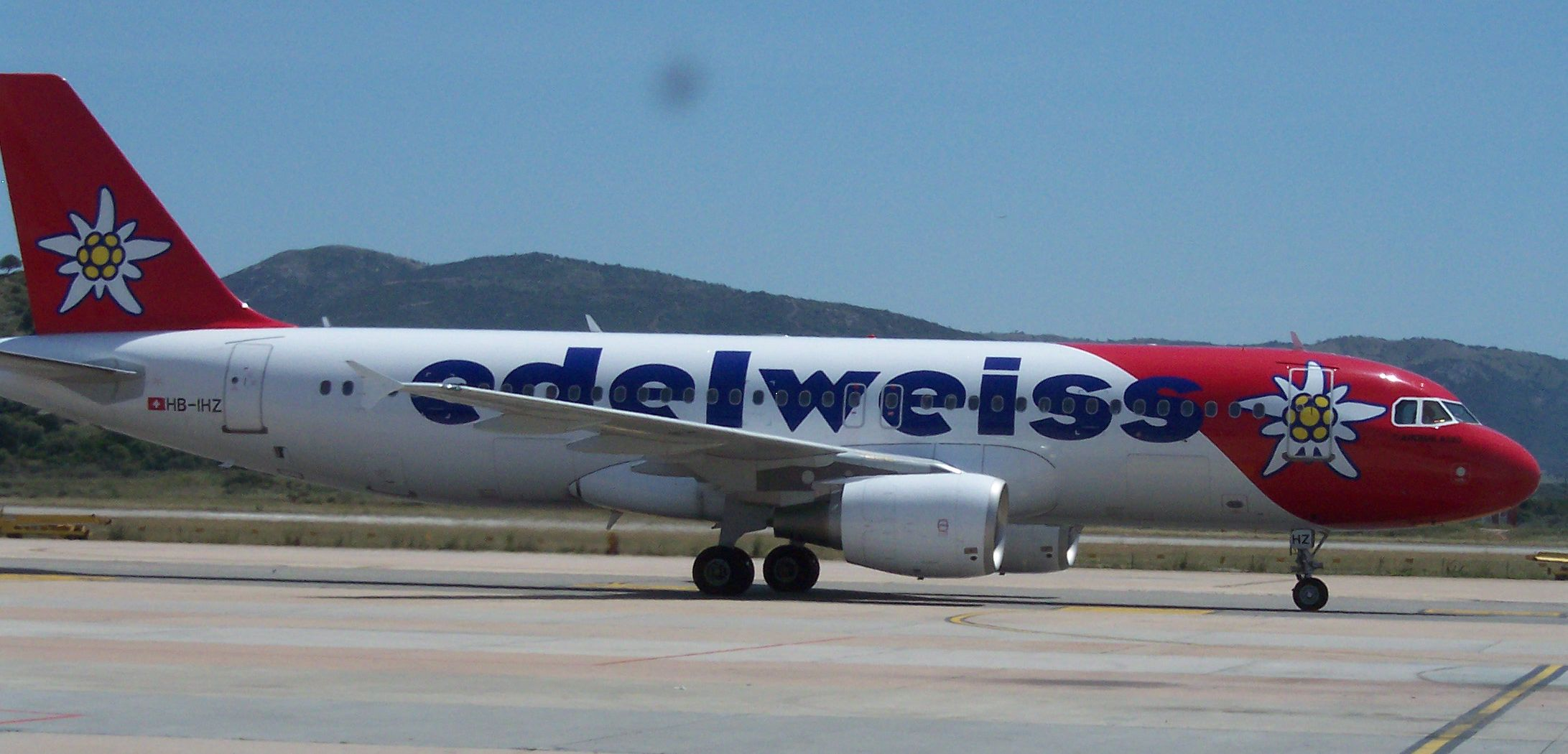
에델바이스 에어의 에어버스 A320-200
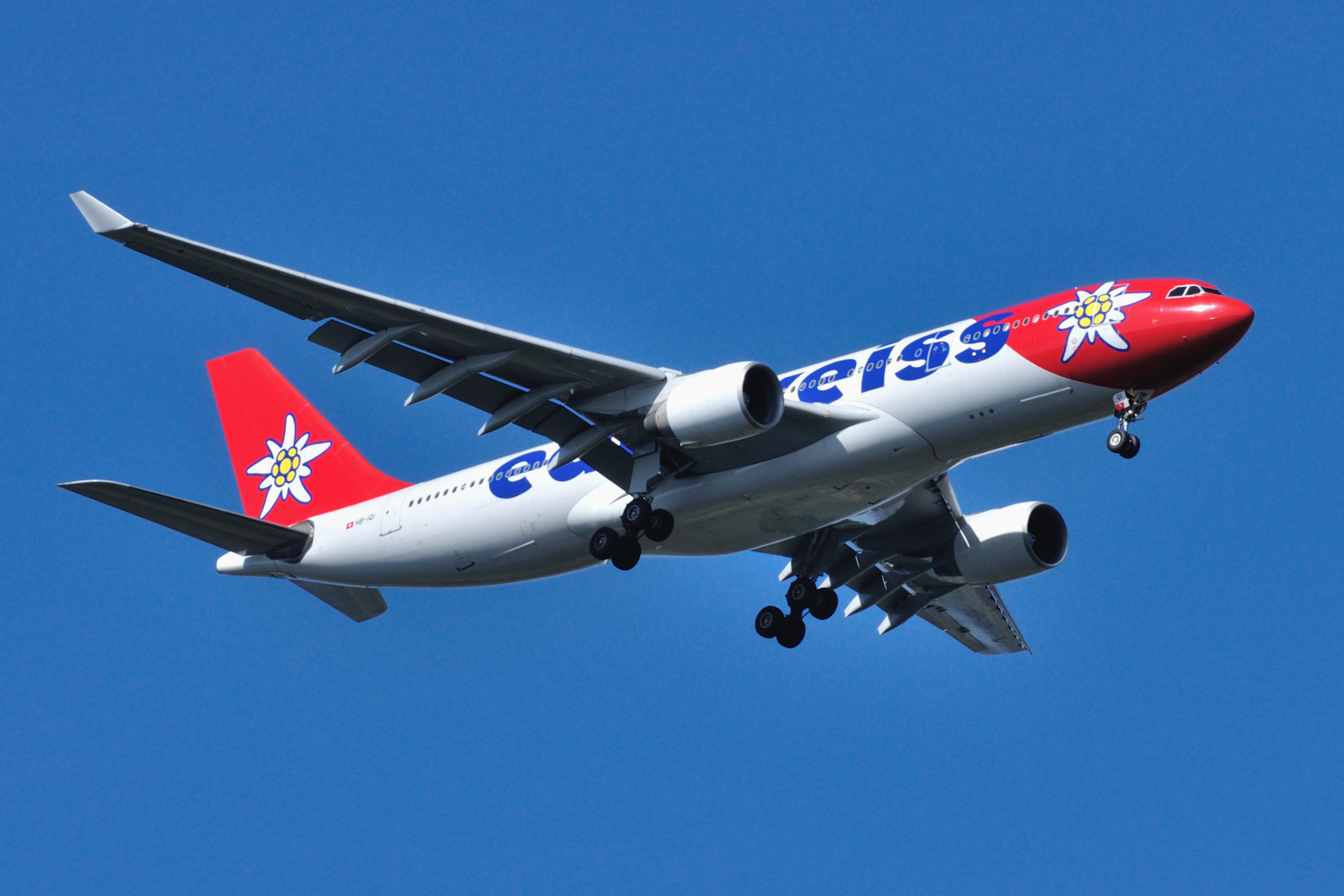
에델바이스 에어의 에어버스 A330-200
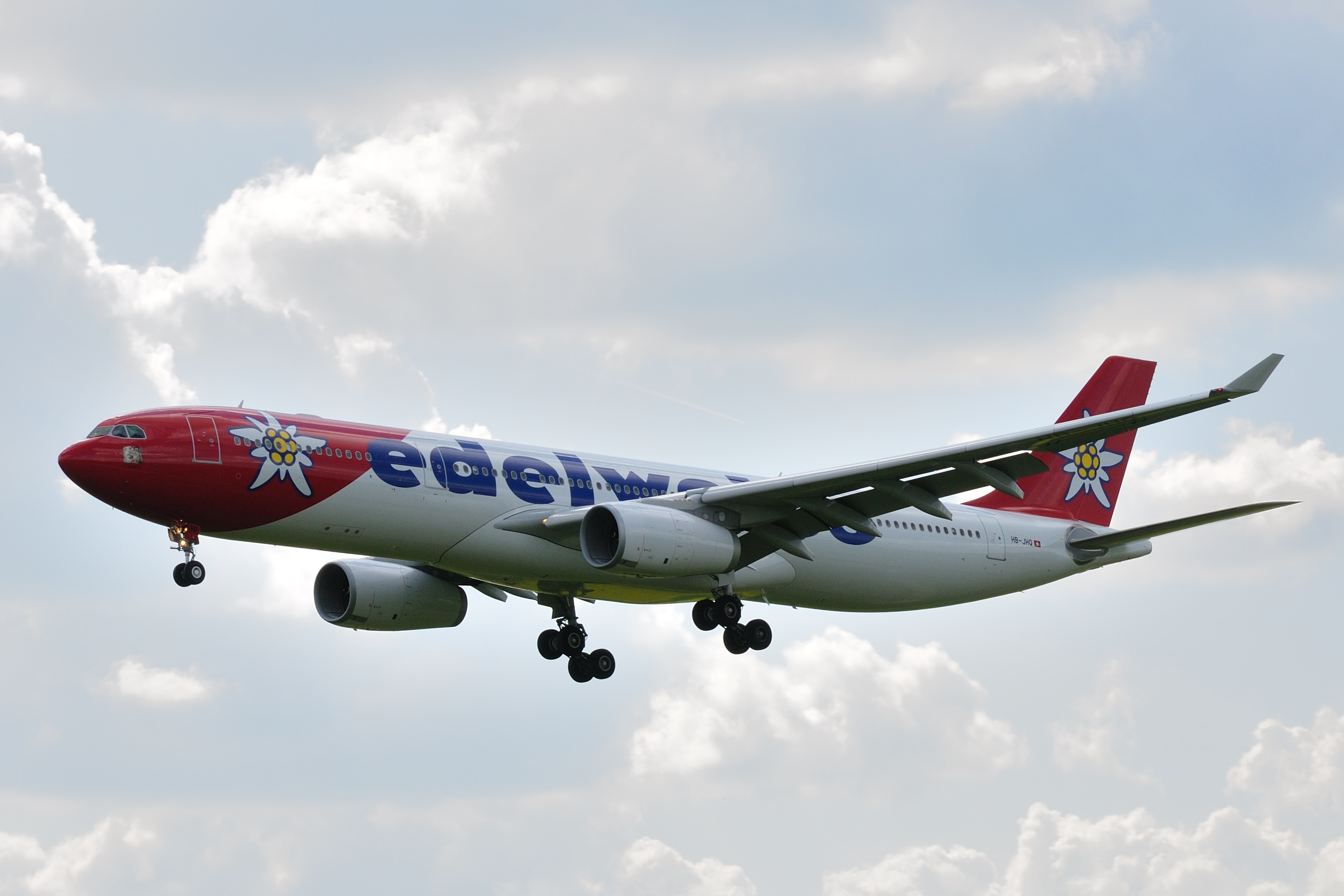
에델바이스 에어의 에어버스 A330-300